# اتحاد عثمانی و بلغارستان
اتحاد عثمانی و بلغارستان (انگلیسی: Ottoman–Bulgarian alliance) در ۱۹ اوت (۶ اوت سبک قدیم) ۱۹۱۴ در صوفیه در ماه آغاز جنگ جهانی اول امضا شد، اگرچه در آن زمان هر دو امضاکننده بی‌طرف بودند وزیر کشور، طلعت پاشا و حلیل بیگ این پیمان را به نمایندگی از امپراتوری عثمانی (ترکیه) و نخست‌وزیر واسیل رادوسلاوف به نمایندگی از پادشاهی بلغارستان امضا کردند. اتحاد عثمانی و بلغاری احتمالاً پیش شرط پیوستن بلغارستان به قدرت‌های مرکزی پس از ورود ترکیه به جنگ در ماه نوامبر بوده‌است. پیمان اتحاد دارای هفت ماده بود این یک پیمان کاملاً دفاعی بود: امضاکننده را ملزم می‌کرد که فقط در صورت حمله به دیگری توسط یک کشور بالکان به جنگ وارد شود. دو قدرت همچنین توافق کردند که بدون مشورت با یکدیگر به هیچ کشور دیگر بالکان حمله نکنند. ماده چهارم امکان عبور نیروهای عثمانی از خاک بلغارستان را برای حمله به دیگر کشورها را فراهم می‌کرد. در صورت درگیری بدون مشورت قبلی، آن‌ها متعهد به بی‌طرفی می‌شدند در ماده پنجم ترکیه موافقت کرد تا در مورد بی‌طرفی با رومانی مذاکره کند. علاوه بر این، این پیمان باید مخفی بماند و تا زمان جنگ عمومی اروپا ادامه یابد حتی پس از ورود به جنگ، عثمانی‌ها آلمانی‌ها را از وجود معاهده بلغاری خود تا ۱۷ دسامبر ۱۹۱۴ آگاه نکردند.